# Finnboda varvs verkstadskontor

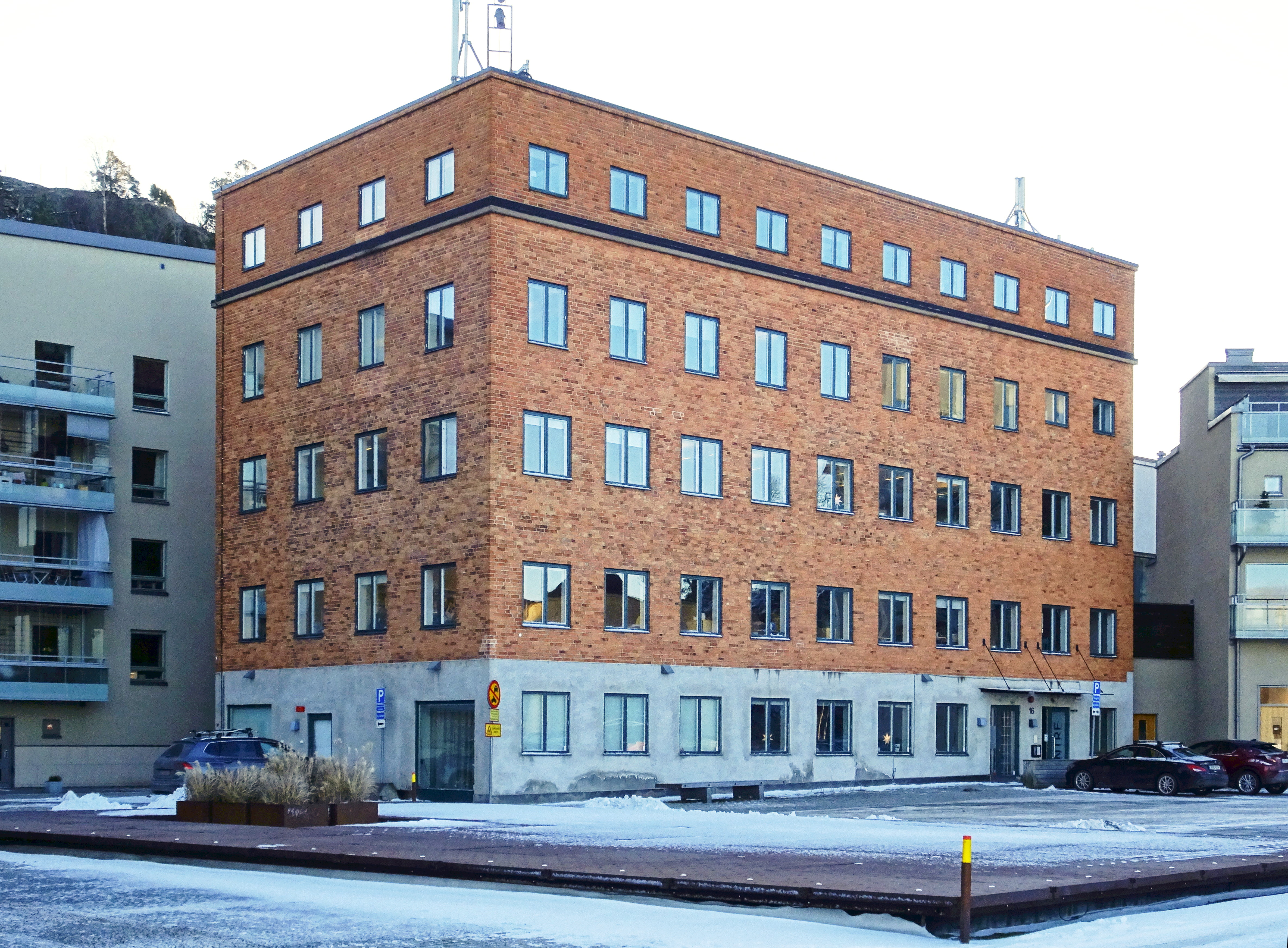
Verkstadskontoret, Finnboda varv, 2022.

Finnboda varvs verkstadskontor (fastighet Sicklaön 37:80) är en kulturhistoriskt värdefull industribyggnad belägen vid Finnboda Varvsväg 16 i Finnboda på nordvästra Sicklaön i Nacka kommun. Den tidigare magasins- och senare kontorsbyggnaden uppfördes 1941 och representerar idag en av byggnaderna vilken tillhörde Finnboda varv och som av kommunen ansågs värd att bevara efter varvets nedläggning. Fastigheten har en q-märkning i gällande detaljplan, vilket innebär att den ej får rivas eller exteriört förvanskas. Byggnaden renoverades 2002 och innehåller kontorslokaler i fem plan.

## Historik

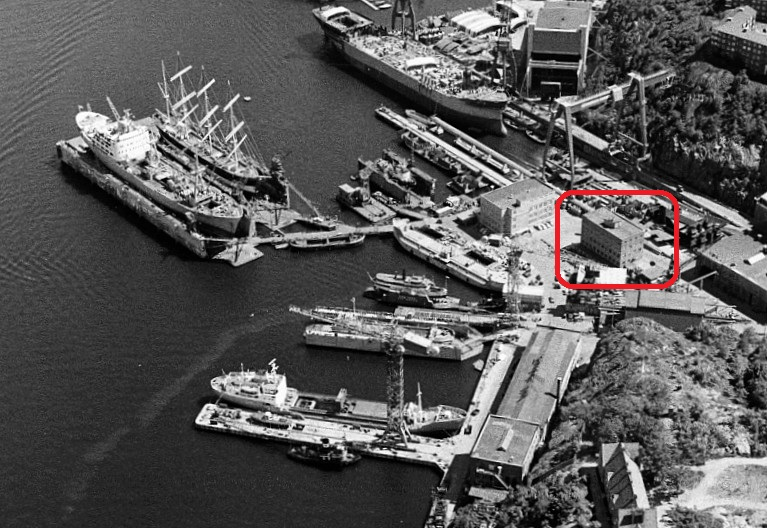
Verkstadskontoret (inom röd ram), 1960.

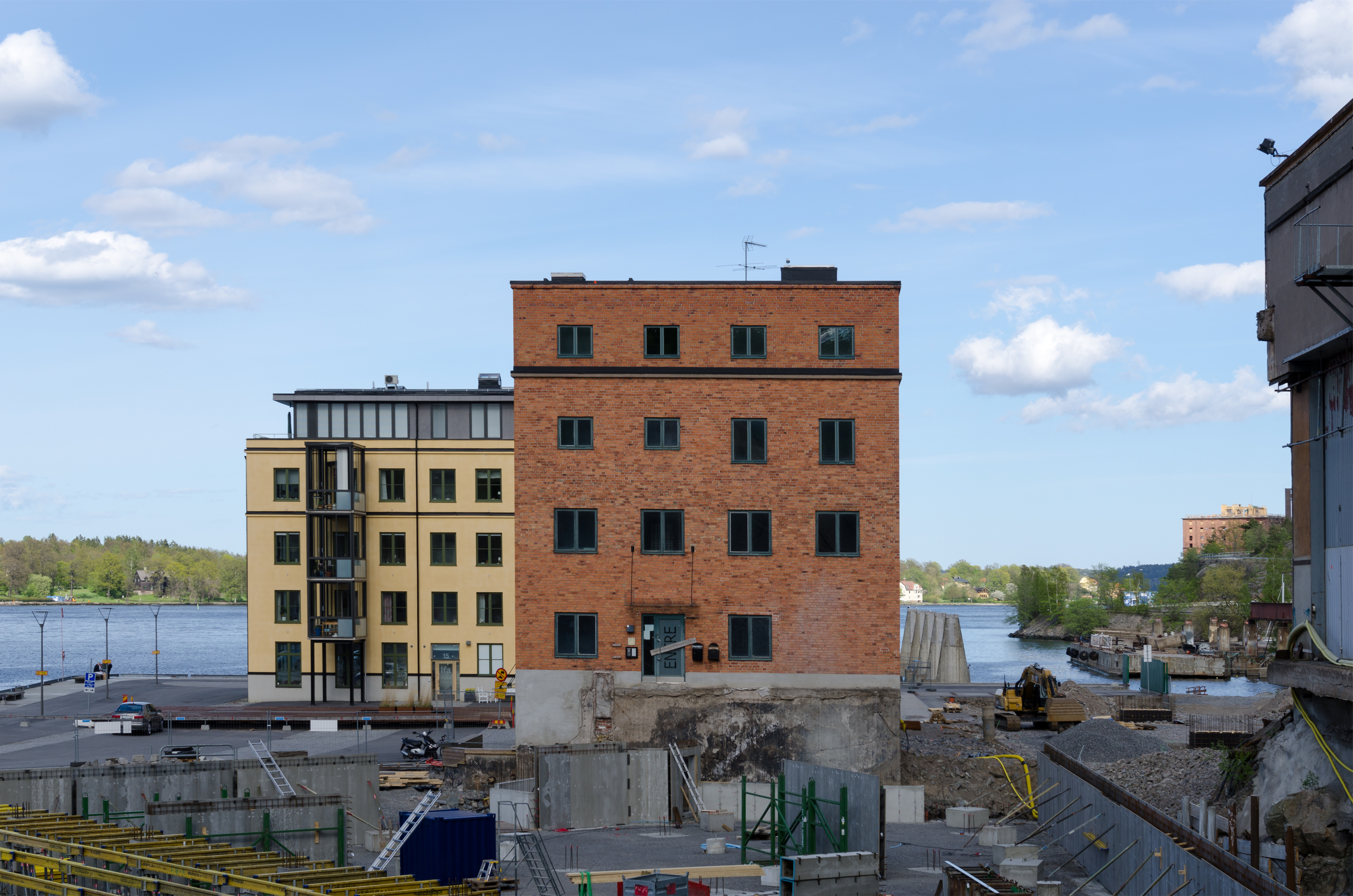
Gamla verkstadskontoret (närmast kameran) år 2012, därbakom Finnboda varvs snickeri- och timmermansverkstad, ombyggd till bostäder 2007.

Under 1940-talet upplevde Finnboda varv en expansiv fas och fick då i huvudsak sin slutgiltiga utbredning. Stapelbäddarna utvidgades och en ny stor flytdocka anskaffades. Nya byggnader tillkom, bland dem Finnboda varvs svets- och verkstadshall, Finnboda varvs snickeri- och timmermansverkstad och Finnboda varvs marketenteri samt en magasinsbyggnad (det senare verkstadskontoret) som uppfördes norr om stapelbädden mitt i varvsområdet. För varvsarbetarna byggdes även ett nytt bostadsområde på Finnberget, ritat av arkitekterna Erik och Tore Ahlsén och i huvudsak tillkomna mellan 1948 och 1949.
Magasinsbyggnaden, som sedermera blev verkstadskontoret, byggdes 1941 i tegel och i fyra våningar, senare påbyggd med en våning. Arkitekten är okänd. Tillsammans med marketenteriet blev byggnaden det andra tegelhuset på varvet. Till en början fungerade byggnaden som varvets magasin och förråd men blev sedan ombyggd till verkstadskontor. 
Efter varvets nedläggning 1991 stod huset oanvänt under några år och renoverades 2002 av den nya ägaren, HSB. 2017 såldes verkstadskontoret tillsammans med flera andra kommersiella lokaler på området till Vimpelkullen Fastigheter AB. Detaljplanen gav byggnaden en q-märkning och beteckning BHKC som betyder nyttjande för bostad, handel, kontor och centrum. Den ursprungliga funktionen som kontor bibehölls och krävde ingen planändring. Därför kunde renoveringen snabbt genomföras och blev klar året innan detaljplanen fastställdes. Verkstadskontoret hyser idag (2022) bland annat kontor och utställningslokaler för klädföretaget Houdini Sportswear.

## Andra bevarade byggnader från varvstiden
- Finnboda varvs affärs- och ritkontor
- Finnboda varvs marketenteri
- Finnboda varvs ångmaskinverkstad
- Finnboda varvs svets- och verkstadshall
- Finnboda varvs snickeri- och timmermansverkstad
- Beckbrukets chefsbostad